# Új-guineai szalonka
Az új-guineai szalonka (Scolopax rosenbergii) a madarak osztályának lilealakúak (Charadriiformes) rendjébe, ezen belül a szalonkafélék (Scolopacidae) családjába tartozó faj.
Magyar neve megerősítésre szorul, lehet, hogy az angol név tükörfordítása (New Guinea Woodcock).

## Rendszerezése
A fajt Hermann Schlegel német ornitológus írta le 1866-ban. Szerepelt a vörhenyes szalonka (Scolopax saturata) alfajaként, Scolopax saturata rosenbergii néven is.

## Előfordulása
Új-Guinea szigetén, Indonézia és Pápua Új-Guinea területén honos. Természetes élőhelyei a szubtrópusi vagy trópusi síkvidéki és hegyi esőerdők. Állandó, nem vonuló faj.

## Természetvédelmi helyzete
Az elterjedési területe nagyon nagy, egyedszáma pedig stabil. A Természetvédelmi Világszövetség Vörös listáján nem fenyegetett fajként szerepel.